# Piranga
Piranga é um município do estado de Minas Gerais, no Brasil. Sua população recenseada em 2022 era de 17 018 habitantes. Sua área é de 658,812 km², o que corresponde a uma densidade populacional de 26,16 habitantes por quilômetro quadrado.

## Topônimo
No período colonial, o povoado era conhecido pelo nome de "Guarapiranga". A mudança do termo para "Piranga" ocorreu com a elevação do arraial à categoria de vila, em 1841. Diz Lemos Barbosa, em seu dicionário de termos originários da língua tupi-guarani, que "guará" significa garça (um pássaro que não existe na região de Piranga, pois sua ocorrência se limita à faixa litorânea). "Guarapiranga" também é designativo de "barreiras" encontradas ao longo do mar em terra alta. O Dicionário Aulete, porém, consigna a significação do vocábulo "Piranga" como "barro vermelho" e simplesmente como adjetivo "vermelho". Assim, unindo Guarapiranga, do tupi, com Piranga, com a significação que lhe dá Aulete, teríamos: Guarapiranga, pássaro vermelho. Mas, o próprio Aulete, ao registrar a palavra inteira, toma "Guarapiranga" como certa árvore da flora brasileira. Por outro lado, o vocábulo "Piranga" em Aulete significa planta bignomiácea da qual os indígenas extraíam uma tinta vermelha, empregada nos seus corpos. Importa relatar que uma memória sobre a freguesia de Guarapiranga, escrita pelo português Luís José Ferreira de Gouveia para o Senado da Câmara de Mariana em 1750, destaca que "como naquele tempo havia muito pássaro vermelho no rio, e pequenos, intitularam ao rio Guarapiranga, que é o que quer dizer este nome [...], e lhe ficou o nome e este distrito dos ditos pássaros".

## Geografia
Conforme a classificação geográfica mais moderna (2017) do IBGE, Piranga é um município da Região Geográfica Imediata de Conselheiro Lafaiete, na Região Geográfica Intermediária de Barbacena. Se localizando na Zona da Mata mineira.

### Subdivisões
O município de Piranga é formado por três distritos: o distrito-sede; Santo Antônio do Pirapetinga; e Pinheiros Altos.
No distrito-sede não há uma divisão de bairros bem delimitada. Mas popularmente são conhecidos o Centro, Rosário, Vila do Carmo, Quebra, Rua Nova, e Cidade Nova (conhecido simplesmente como Copasa).

## Economia
A economia de Piranga tem por principais setores as áreas de serviço e agropecuária. A cidade possui um PIB (2014) de R$ 124.035.000,00 e um de PIB per capita (2020) de R$ 10.746,39. De forma geral, o Vale do Piranga é o 4º maior polo da suinocultura brasileira. Na produção avícola, Piranga possui dezenas de granjas em seu território, tendo uma produção considerável.
A maior parte da produção agrícola, na microregião de Viçosa, de forma geral, é a cultura do milho e da cana de açucar. Principalmente para a pecuária. O município também se destaca na produção de aguardente. A cachaçaria Vale do Piranga tem projeção nacional, com diversos prêmios, e apresenta uma produção sustentável.

## História
A penetração nos sertões interiores do país, desde o século XVI, ocorreu a partir de duas áreasː a) pelas Capitanias de Porto Seguro e Espírito Santo, subindo o curso do rio Doce até a divisa dessa bacia com a do São Francisco; b) pela Capitania de São Paulo, atravessando o paredão da serra da Mantiqueira na Garganta do Embaú. Não foram poucos os imaginários que desde o século XVI moveram paulistas e sertanistas rumo ao interior do país, como o da "serra de Sabarabuçu" ou o da "serra Resplandescente", além das expedições com o intuito de prear indígenas.

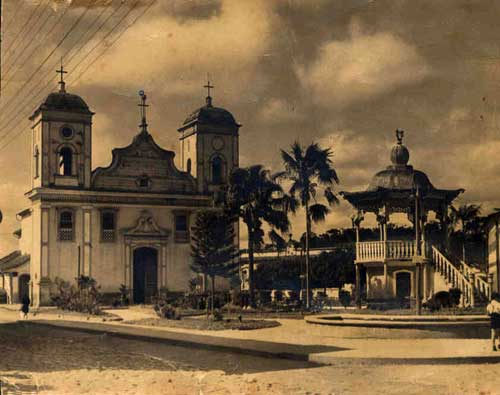
Antiga matriz de Nossa Senhora da Conceição. Créditosː Arquivo do Conhecimento Claudio Manoel da Costa.

No ano de 1691, uma bandeira comandada pelos capitães Francisco Rodrigues Sirigueio e Antônio Pires Rodovalho saiu de São Paulo com destino à Casa da Casca (atual serra do Brigadeiro, em Araponga, MG). Os paulistas chegaram ao rio de "Guarapiranga" (nome como era denominado o rio Piranga no período colonial) e se arrancharam em uma capoeira dos povos originários à beira rio, descobrindo ouro num córrego nas proximidades de Piranga (provavelmente, no córrego da Sirigueia). O capitão Sirigueio e seu filho, Antônio Rodrigues Sirigueio, foram mortos devido às divergências entre os próprios sertanistas, motivo pelo qual se desfez a bandeira.
Em 1693, uma nova bandeira, agora comandada Antônio Pires Rodovalho, chegou à mesma paragem, que passou a ser designada de "Sirigueia", por causa das mortes ocorridas. Uma légua abaixo, os exploradores fizeram roças e descobriram ouro num córrego que fazia barra com o rio Guarapiranga. Como encontram vários ossos humanos enterrados, denominaram o curso d'água de córrego das Almas. A descoberta ensejou a formação de um povoado, o de Guarapiranga. O sertão de Guarapiranga se tornou ponto de passagem para várias bandeiras que almejavam alcançar a tão famosa "Casa da Casca". Não foram poucas as bandeiras que se dirigiram à área citada passando por Guarapiranga, a exemplo das bandeiras de Antônio Rodrigues Arzão (1693) e Bartolomeu Bueno (1697).
Em 1694, de acordo com relato de Luís José Ferreira de Gouveia, citado no códice Costa Matoso, os paulistas Bernardo de Chaves Cabral e seus irmãos Inácio Moreira e João de Godoy, juntamente com o sargento-mór Luíz de Barro Franco, abriram um caminho ligando o arraial de Guarapiranga ao povoado de Sumidouro (atual distrito de Mariana). Os paulistas continuaram o trabalho no córrego das Almas e construíram uma "capela ou oratório" com a invocação a Nossa Senhora da Conceição, onde passou a celebrar missa um frade chamado frei José de Jesus. No ano de 1695, fizeram 'igreja" com a mesma invocação e por provisão do Bispado do Rio de Janeiro veio para ela o padre Roque Pinto de Almeida.
O códice Matoso comprova os erros de Diogo de Vasconcelos (em seu livro História Antiga das Minas Gerais), o qual afirma que o arraial de Guarapiranga teria sido erigido pelo taubateano João de Siqueira Afonso, em 1707. Desde 1695, o arraial de Guarapiranga já possuía pároco colado e igreja, decerto muito modesta devido ao pouco tempo gasto na construção. Da data citada até 1750, onze vigários passaram pelo distrito, o que reforça a sua importância e perenidade, mesmo não possuindo grandes reservas do metal precioso durante a fase expansiva da sua exploração.
Nas primeiras décadas do século XVIII, várias diligências foram criadas para explorar as bordas sudeste e sul dos arraiais de Vila Rica e Ribeirão do Carmo. Bento Fernandes Furtado, de acordo com o códice Matoso, salientou que entre 1702 e 1703, o coronel Salvador Fernandes Furtado de Mendonça, estabelecido nas minas do Ribeirão do Carmo, mandou-o com uma turma de cativos e camaradas para penetrarem ao sul do dito ribeirão "pelo sertão incógnito que se achava entre ele e Guarapiranga". Várias faisqueiras foram descobertas nos lugares chamados Pinheiro (Pinheiros Altos, distrito de Piranga), Pirapetinga (atual distrito de Santo Antônio do Pirapetinga), Bacalhau (Distrito de Piranga) e Rocha (atual Senador Firmino)ː a primeira área viria a fazer parte da freguesia do Sumidouro, enquanto as três últimas, da de Guarapiranga. Menos ricas que as do Carmo, ainda assim atraíram correntes migratórias que seguiram as "picadas" e "lavrando estas faisqueiras foram achando aumento nelas, razão por que foram povoando sítios, arraiais, capelas, freguesia".
De acordo com Diogo de Vasconcelos (No livro História Antiga das Minas Gerais), os mineiros que se dirigiram para as minas estavam interessados tanto nas produções do ouro, quanto nas de cereais, graças à uberdade do solo, particularmente no caso do arraial de Guarapiranga, situado no entorno das minas, numa zona de fronteira agrícola aberta. Nos arredores da primeira mina, a do Pinheiro, originou-se um arraial que hoje corresponde a Pinheiros Altos, localizado na divisa de Piranga com Mariana. Em 1738, o arraial do Pinheiro já possuía Companhia de Ordenança. As minas do Pirapetinga se situavam no atual distrito de Santo Antônio do Pirapetinga ou Bacalhau. O título Santo Antônio do Bacalhau também figurou no arraial, designado quando da sua elevação á categoria de freguesia, em 1875. Porém, de acordo com Waldemar de Almeida Barbosa, Dom Benevides negou-se a instituir essa freguesia, "criada apenas para satisfação de mesquinhos interesses políticos locais".                    
A conquista e os avanços os pioneiros foram se dando pelos sertões do arraial de Guarapiranga. Devido á sua posição geográfica, entre a região mineradora e a zona de fronteira, o distrito se tornou uma porta de entrada para as investidas nos Sertões do leste. A existência de riquezas minerais, a exemplo dos veios auríferos, explorados, principalmente, nas serras do Tatu, do Carmo e dos Cardosos e nos ribeirões Bacalhau, Pirapetinga e Almas, afluentes do rio Piranga, exerceram forte incentivo ao deslocamento da fronteira demográfica, bem como as características geográficas favoráveis à implantação da agropecuária, devido às características favoráveis do solo quando comparado ao da região das minas, assim como a presença de tribos indígenas para captura e formação de mão-de-obra barata. A economia de Guarapiranga era formada tanto pela atividade de mineração quanto pela atividade agropecuáriaː a posição geográfica do distrito, assim como as características geológicas favoráveis, lhe conferiu importância no abastecimento da região das minas.
No final da primeira década do século XVIII, em 1708, o arraial de Guarapiranga teve importância política num episódio da Guerra dos Emboabas, pois a derrota da comitiva de Manuel Nunes Viana, no terceiro episódio do confronto, ocorreu nas proximidades do distrito. O capitão mór Rafael da Silva e Souza evitou que o arraial fosse destruído pelos paulistas ao partir em direção ao povoado do Pirapetinga ou Bacalhau. Próximo ao Santuário de Bom Jesus do Bacalhau.
Em 1720, o arraial de Guarapiranga já apresentava importância econômica expressiva, ao ocupar a sexta posição entre os dezenove núcleos auríferos fiscalizados pela Câmara de Mariana, com a soma de 1.193 escravizados africanos e crioulos, segundo estudos de Renato Pinto Venâncio. Esse destaque foi reconhecido pela administração colonial que, em 1724, elevou o distrito à condição de Freguesia. No mesmo ano, na Carta Régia do Rei de Portugal que promoveu vinte igrejas mineiras à condição de vigaria com título colativo, pois possuíam "alto rendimento e número de fregueses", constava a matriz de Guarapiranga. A freguesia que aí se formou possuía quatro irmandades de compromissoː a de Nossa Senhora da Conceição, a das Almas, a do Santíssimo e a de Nossa Senhora do Rosário dos pretos, respectivamente, criadas em 1718, 1727, 1744 e 1745.
Nas relações de sesmarias concedidas entre o período de 1711 e 1739 nos vales dos rios Piranga, Xopotó e Turvo, estudadas por Ângelo Carrara, a maioria está situada nas margens do primeiro curso d'água citado, em função do seu vale abrigar os principais ribeirões e serras com veios auríferos, além dos distritos mais populosos criados sertão adentro, como os de Pirapetinga, Pinheiro e Guarapiranga. A sesmaria, de forma semelhante ao que ocorreu ao longo do Caminho Novo, procurou regularizar, em grande medida, a apropriação anterior via posse ou compra de terras nas áreas de fronteira.
A proximidade da freguesia de Guarapiranga de distritos populosos como Ribeirão do Carmo (Mariana) e Vila Rica, a circulação monetária comandada pelo ouro em pó e as ameaças dos povos indígenas que viviam na região, quanto à ocupação de novos espaços a leste impulsionaram a tendencia de transformação gradativa em mercadoria do meio de produção mais importante na Colônia. igualmente, não pode ser descartado o estímulo, mesmo que de forma indireta, da política colonial ao desenvolvimento de novas minas por uma população que se empregou na produção de alimentos para o consumo e, eventualmente, comercializou os excedentes no mercado interno.
Um documento de 1750 escrito por Luís José Ferreira de Gouveia, publicado no Códice Matoso, descreve o amplo povoamento existente no Vale do Piranga à época. Dentre os povoados figuravam os de Manja Léguas, Calambau (Presidente Bernardes), Senhora dos Remédios, Nossa Senhora da Oliveira e São Pedro (Senhora de Oliveira), Nossa Senhora do Rosário ou Brás Pires, Tapera (Porto Firme), etc. Dentre os arraiais, sobressaíam Guarapiranga, São Caetano (Cipotânea), Barra do Bacalhau (Guaraciaba, Pirapetinga, Bacalhau) e Pinheiro (Pinheiros Altos).
Waldemar de Almeda Barbosa destacou que os povoados de São José (Alto Rio Doce), Tapera, Lamim, Melo (Desterro do Melo) e Espera (Rio Espera) teriam surgido posteriormente a 1753. Os registros do dízimo das freguesias de Guarapiranga e Itaverava e as várias concessões de sesmarias para o vale do ribeirão Tapera (afluente do rio Piranga) e para os vales dos ribeirões Santo Antônio, Cachoeirinha, Espera, Santana, Lamim, etc. (afluentes do rio Xopotó), demostram que os vestígios da marcha pioneira, responsável pela formação dos povoados anteriormente citados, remontam às décadas de 1730, 1740 e 1750. A maioria desses arraiais pertencia à freguesia de Guarapiranga.
A despeito do deslocamento da fronteira demográfica ao longo da freguesia de Guarapiranga, com avanços em direção á barra do rio Bacalhau, o povoamento entre 1726 e 1750 parece ter se agrupado nos vales do rios Xopotó (margem esquerda) e, sobretudo, no do rio Piranga e afluentes como o Pirapetinga. O sertão mais aleste, notadamente nos vales dos rios Turvo Limpo e Casca, continuou praticamente rarefeito em relação ao povoamento de população branca. Os principais afluentes da margem esquerda dos rios Piranga, Bacalhau e, principalmente, Pirapetinga, segundo relato de Luís José Ferreira de Gouveia (1750), estavam ocupados com lavras, roças e capelas da foz até as cabeceiras. A freguesia de Guarapiranga dispunha de capacidade para se fazer "uma povoação muito grande pelo terreno, águas, muita terra para mantimentos e o rio que passa pelo pé do distrito, navegável por toda a freguesia". Nela constavam "12 vigários de provisão, três igrejas, um colado, 5.200 pessoas, sete capelas, engenhos de água quatro, de bois seis, de pilões dez, roças quinhentas, mais vinte ou menos".
Mas, de acordo como relato citado, a causa da freguesia não ser maior do Tripuí (ribeirão de Vila Rica) para dentro do sertão era os povos indígenas, que não somente não deixava entrar a descobrimentos como guerreavam, em resposta, com os que já estavam povoados. A condição de instabilidade da freguesia de Guarapiranga era inevitável devido ao fato dela estar intercalada entre a região mineradora e a área propícia à expansão de novos projetos econômicos. Os avanços dos colonos, visando o apresamento e a escravização de indígenas e a implantação da atividade agropastoril e/ou mineral sobre territórios dominados pelos indígenas e quilombolas, fizeram da tensão a principal característica do extenso espaço de fronteira da freguesia. Num primeiro momento, ocupação territorial e avanço militar se tornaram sinônimos.

Juscelino Kubitschek discurso durante a sua visita a Piranga, em janeiro de 1962. Ao lado direito é possível ver o prefeito municipal Francisco Lins Peixoto.

Apesar das expedições militares com o intuito de deslocar o expulsar os indígenas para o mato, como a comandada pelo mestre de campo Matias Barbosa da Silva com setenta pessoas na zona do rio Doce em 1734, a expansão sobre a fronteira não dependia, exclusivamente, dos anseios dos desbravadores ou da administração colonial, dado que o indígena, em alguns momentos, impunha o recuo dos colonos. No vale do Piranga, o "obstáculo" imposto pelos indígenas estava mais presente a leste, pois à medida que o povoamento avançava da região das minas para os sertões de Guarapiranga, os Puris e Botocudos, quando não conseguiram fazer frene à marcha, se viram obrigados a se refugiarem, respectivamente, no vale do Pomba e no médio vale do Rio Doce.
A freguesia de Guarapiranga e o vale do rio Doce emergiam como cenários estratégicos para os projetos de alargamento da colonização, seja na ampliação da exploração aurífera ou, principalmente, na expansão da atividade agropecuária, especialmente a partir da segunda metade do século XVIII. Dada a distância da área da rota do Caminho Novo, uma alternativa apontada por Luís José Ferreira de Gouveia foi a abertura de uma estrada do distrito sede para o Rio de janeiro, passando pelo vale do rio Xopotó. O pedido de Luís José Ferreira de Gouveia para que se alargasse o sertão visava combater o indígena, principalmente a leste do vale do Piranga, pois ao destruir fazendas e assassinar colonos tornava-se o principal obstáculo ao avanço da colonização e à consolidação das áreas de fronteira desbravadas.
Em 1750, a freguesia de Guarapiranga dispunha dos maior número de lavradores avençados da capitania, cerca de 424 foram registrados nos livros de dízimo, imposto sobre a produção agrária. Esse dado reflete a condição de fronteira "aberta" dessa área, sustentada pela disponibilidade em abundância do principal fator de produçãoː a terra. Apesar da freguesia apresentar o quarto maior valor da produção agrária mercantil entre as quarenta e oito freguesias da época, em termos de montante médio pago por lavrador ela figurava no 32º lugar. A explicação para essa aparente contradição pode ser elucidada pela expressividade do setor de subsistência, notável na grande soma de roceiros avençados com valores diminutos.
Os inventários estudados por Luís Henrique de Oliveira, indicam com frequência a presença de pequenos plantéis de bovinos e a criação de porcos. Na agricultura, o destaque advinha do plantio do feijão e do milho, utilizado na produção de farinha, angu e canjica e na engorda dos suínos. No universo da produção agrária mercantil, duas atividades se destacavam nos arredores do distrito de Calambau e no vale do rio Xopotóː o plantio de fumo e o cultivo de cana-de-açúcar, associada aos engenhos e alambiques para fabricação de aguardente, açúcar e rapaduras. Em 1813, a freguesia de Guarapiranga era a mais povoada do Termo de Mariana, à qual pertencia, com a expressiva soma de 13.814 pessoas.

Sociedade musical de Santa Cecília, no Rosário, Piranga.

### Escravidão e resistência
A estrutura econômica da região foi marcada pelo escravismo africano e pelo trabalho compulsório indígena, estando a região inserida na agricultura mercantil de alimentos. Era comum a presença de pequenas propriedades de cativos. Em Piranga, 83,57% dos senhores possuíam até 10 escravizados. Baseando-se nesta estrutura demográfica, em 1872, a população escravizada de Piranga era de 6.313 pessoas, representando 17,16% da população. Paralelamente, entre 1831 a 1872, os livres e libertos tiveram um grande aumento, passando de 8.305 para 30.478 pessoas, resultado do crescimento natural da população negra livre, e das alforrias, muitas advindas das próprias ações dos escravizados.
Essa estrutura econômica explica a alta presença de comunidades negras, em sua maioria nas zonas rurais piranguenses. Essas comunidades estão distribuídas por todo o território e muitas podem ser consideradas remanescentes quilombolas. Dentre essas comunidades, três já foram identificadas como remanescentes quilombolas. São elas as comunidades de Bacalhau, Guiné e Santo Antônio de Pinheiros Altos. Porém apenas duas possuem certidão de auto reconhecimento proferida pela Fundação Cultural Palmares, e recebem o nome de Comunidade Quilombola de Santo Antônio de Pinheiros Altos (2008) e Comunidade Quilombola de Santo Antônio do Guiné (2009). Segundo o recenseamento do IBGE 2022, a população quilombola em Piranga gira em torno de 1.420 pessoas, a maior da Zona da Mata Mineira.

#### Santo Antônio de Pinheiros Altos
Santo Antônio de Pinheiros Altos, também conhecido como Santo Antônio dos Quilombolas, ou ainda, Santo Antônio dos Crioulos, é uma comunidade quilombola de Pinheiros Altos, Piranga, Minas Gerais. Segundo a tradição oral, essa comunidade teria se originado das ações de Dona Tataia. Essa senhora era proprietária de muitas terras na região e acolhia escravizados fugidos de Piranga, Mariana e Ouro Preto, permitindo que eles trabalhassem na terra. Quando ela morreu, deixou a terra como herança para os ex-escravizados.

#### Santo Antônio do Guiné
Santo Antônio do Guiné, ou simplesmente Guiné, é uma comunidade quilombola de Pinheiros Altos, Piranga, Minas Gerais. Conta-se que em 1721 em decorrência da morte do potentado Coronel João Amaro Maciel Parente, foi concedida a alforria a um grupo de escravizados africanos da região da Guiné, que marcaram a posse de sua liberdade plantando um Jequitibá. Esse Jequitibá foi denominado Jequitibá dos Palmares, e possui hoje 23 metros de altura e 6,20 mestros de circunferência. Na região próxima ao plantio foi construído o quilombo.

Casarão do Coronel José Ildefonso da Silva, antigo agente executivo de Piranga. No centro da cidade.

### Evolução administrativa

Igreja do Santo Antônio, no distrito de Santo Antônio do Pirapetinga

Em 1 de abril de 1841, pela Lei Provincial n.º 202, o arraial de Guarapiranga foi elevado à categoria de Vila. Houve a supressão do termo "Guará", haja vista a adoção apenas do nome "Piranga". Em 17 de novembro de 1865, pela Lei Provincial n.º 1249, a vila foi extinta e o território anexado ao município de Mariana. Em 20 de julho de 1868, pela Lei Provincial n.º 1537, a sede foi novamente elevada à categoria de Vila, desmembrada de Mariana. Em 5 de outubro de 1870, pela Lei Estadual n.º 1729, a vila foi elevada à categoria de cidade. Em 8 de outubro de 1870 (Lei Estadual n.º 1740), foi instalada a Comarca, suprimida pela Lei n.375, de 19 de setembro de 1903, restabelecida pela Lei n.º 663, de 18 de setembro de 1915. 

Igreja Nossa Senhora da Boa Morte

No recenseamento de 1872, o município de Piranga era constituído de seis distritosː a sede (Nossa Senhora da Conceição do Piranga), São Caetano do Chopotó (Cipotânea), São José do Chopotó (Alto Rio Doce), Nossa Senhora da Oliveira do Piranga (Senhora de Oliveira), Nossa Senhora da Conceição do Turvo (Senador Firmino) e Santo Antônio do Calambáo (Presidente Bernardes). A população recenseada foi de 18.241 habitantes. 

Igreja de Nossa Senhora do Rosário

Jubileu do Bom Jesus do Bacalhau em 2022, no distrito de Santo Antônio do Pirapetinga.

Em divisão administrativa referente ao ano de 1911, o município de Piranga era constituído de 9 distritosː Piranga (sede), Braz Pires, Calambau, Conceição do Turvo, Guaraciaba, Oliveira, Pinheiros, Porto Seguro e Santo Antônio do Pirapetinga. Em 1919, a população do município de Piranga era de cerca de 60.000 habitantes (1.506 eleitores). Ao longo do século XX, perdeu por desmembramento os distritos de Conceição do Turvo, Braz Pires, Guaraciaba, Porto Firme, Piraguara e Calambau. Atualmente é constituído, além do distrito-sede, pelos distritos de Pinheiros Altos e Santo Antônio de Pirapetinga.

## Turismo
O município conta com diversos eventos no decorrer do ano. Entre os eventos está a Festa do Piranguense, realizada desde 1980, no mês de julho. Originalmente a festividade, que comemora o aniversário da cidade, ocorria na Praça do Rosário, até 2006. Desde então, os show de rock, sertanejo e funk, além das atividades culturais, ocorrem na área de eventos da cidade.
Outro evento importante, que atrai muitas pessoas para a região é o carnaval, destacando-se o desfile do Bloco do Zé Pereira, da Escola de Samba Acadêmicos Unidos de Piranga, além dos blocos de rua, principalmente o Bloco da Jujutura, Piranga Esporte Clube e Nacional Esporte Clube. Gorete Milagres, atriz global, afirma que o Carnaval de Piranga é o melhor do Brasil.
No que diz respeito ao turismo religioso, destaca-se a tradicional festa religiosa que ocorre anualmente no mês de agosto, no distrito de Santo Antônio de Pirapetinga, no Santuário do Bom Jesus do Bacalhau, a qual reverencia o Bom Jesus de Matozinhos. No mesmo distrito também ocorre anualmente o festival gastronômico Sabores do Bacalhau.

### Patrimônio histórico
Por ser umas das primeiras povoações mineiras, possui diversos casarões coloniais e Igrejas centenárias. A capela de Nossa Senhora da Conceição, por exemplo, foi inaugurada em 8 de dezembro de 1695, enquanto que a paróquia de mesmo nome foi fundada em 16 de fevereiro de 1718. A igreja matriz foi concluída em 1758 e demolida em 1966, mesmo sendo uma das mais antigas de Minas Gerais.

#### Patrimônio tombado a nível municipal
- Imóvel da Prefeitura Municipal;
- Imóvel da Câmara Municipal;
- Conjunto arquitetônico e paisagístico da Fazenda da Praia Grande, no distrito de Pinheiros Altos;
- Núcleo histórico urbano de Santo Antônio do Pirapetinga;
- Capela de Nossa Senhora da Conceição, do Manja Léguas;
- Casarão do Rosário, atual Museu e Memorial Cesário Alvim, no distrito de Pinheiros Altos;
- Igreja Nossa Senhora da Boa Morte;
- Igreja Nossa Senhora da Conceição, no distrito de Pinheiros Altos;
- Igreja Nossa Senhora do Rosário, no distrito de Pinheiros Altos;
- Núcleo histórico urbano de Pinheiros Altos;
- Praça Coronel Amantino Maciel;
- Praça Cônego Felício e Casarão Cônego Felício.

#### Patrimônio tombado a nível estadual
- Capela de Santo Antônio, no distrito de Santo Antônio do Pirapetinga;
- Capela de Nossa Senhora do Rosário (ruínas), no distrito de Santo Antônio do Pirapetinga;
- Capela de Nossa Senhora do Rosário, com pinturas de Mestre Ataíde, imagens de Mestre Piranga e restabulos de Aleijadinho.

#### Patrimônio tombado a nível federal
- Conjunto arquitetônico e paisagístico do Santuário do Bom Jesus de Matozinhos do Bacalhau.

## Filhos ilustres
- Ver Biografias de piranguenses notórios